# Энгелёй
Э́нгелёй, Энгельёэн (норв. Engeløya) — остров в коммуне Стейген (фюльке Нурланн, Норвегия). Площадь острова 69 км². Название острова переводится с норвежского как "Ангельский остров". Самая высокая точка острова — гора Трухорнет, высотой 649 м. Остров соединён с материком дорогой № 835 (fylkesvei 835), проходящей по Энгелёйским мостам.